# Малая Дорогинка
Ма́лая Доро́гинка — деревня в Михайловском районе Рязанской области России.
Другое название деревни Погибенка.

## История
До 1924 года деревня входила в состав Малинковской волости Михайловского уезда Рязанской губернии.

## Население
| 1859 | 1897 | 1906 | 1929 | 2007 | 2010 |
| ---- | ---- | ---- | ---- | ---- | ---- |
| 533  | ↗804 | ↗962 | ↘155 | ↘2   | ↗13  |